# Maurice Sendak
Maurice Bernard Sendak, né le 10 juin 1928 à Brooklyn (New York) et mort le 8 mai 2012 à Danbury (Connecticut), est un auteur et illustrateur de littérature d'enfance et de jeunesse, célèbre pour son album Max et les maximonstres publié en 1963.

## Biographie
Issu d'une famille d'immigrants juifs-polonais, Maurice Sendak grandit à Brooklyn. Enfant souffreteux, Sendak décide, à l'âge de douze ans, sous l'influence du film de Walt Disney Fantasia, de devenir illustrateur pour enfants. Ses dessins sont d'abord publiés dans un livre d'histoire de 1947 intitulé Atomics for the Millions, et il passe les années 1950 à se faire un nom comme illustrateur prolifique de livres pour enfants, écrits par des auteurs classiques ou contemporains.
Son premier album en tant qu'auteur-illustrateur parait en 1956 : Kenny’s  Windows (Harper). Il a été traduit en français par Françoise Morvan sous le titre La Fenêtre de Kenny en juin 2016 (éditions MeMo). Son deuxième album, Very Far Away a été traduit par la même traductrice pour le même éditeur sous le titre Loin, très loin en septembre 2016.
Il rencontre le succès international avec Max et les maximonstres (Where the Wild Things Are), bien que les représentations de monstres aux dents pointues inquiètent les parents lors de la sortie de l'album. L'attirance de Sendak pour les aspects sombres, transgressifs, cauchemardesques de l'imaginaire enfantin a fait de lui un sujet de controverse dans certains pays.
Son album incontournable de 1970, Cuisine de nuit (In the Night Kitchen), a régulièrement subi la censure parce qu'il présente des images d'un petit garçon gambadant nu, en toute innocence, durant toute l'histoire. Le livre a été interdit dans plusieurs pays ; dans d'autres, il aurait été retouché de façon que le jeune héros y apparaisse vêtu d'une couche – mais ce n'est là qu'une rumeur. (Cuisine de nuit apparaît régulièrement sur la liste des « livres les plus fréquemment contestés et interdits » de l'Association des bibliothèques américaines, y compris une 21e place sur les « 100 livres les plus contestés de 1990-1999 ».) Pourtant, l’album est un hommage à Winsor McCay, célèbre dessinateur américain. Le style et la mise en page de Cuisine de nuit sont très proches de ceux des planches de Little Nemo.
Max et les maximonstres et Cuisine de nuit forment avec Quand papa était loin une trilogie sur le développement de l'enfant. Ce dernier album a fortement inspiré Jim Henson pour son film Labyrinthe.
Dans les années 1970, en parallèle de ses créations et de ses travaux d'illustration, Maurice Sendak se diversifie et commence à réaliser des décors de théâtre.
Sendak produit une adaptation télévisée en animation de son œuvre intitulée Really Rosie, avec Carole King, qui a été diffusée en 1975. Il adapte son livre Where the Wild Things Are pour le théâtre en 1979. Il illustre également des contes des frères Grimm, de Randall Jarrell, Robert Graves, ou George MacDonald, et Le Cor merveilleux de l'enfant.
Il conçoit le décor de nombreux opéras et ballets, entre autres la représentation couverte de prix du Casse-Noisette de Tchaïkovski par le Pacific Northwest Ballet (1983) ; les représentations de La Flûte enchantée de Mozart (1981) par le grand Opéra de Houston et de Hansel et Gretel de Humperdinck (1997), la représentation d' Idoménée de Mozart par le Los Angeles County Music Center's 1990 et la représentation de La Petite Renarde rusée de Leoš Janáček par le New York City Opera en 1981.
Dans les années 1990, Sendak s'adresse au dramaturge Tony Kushner pour qu'il écrive une nouvelle version en anglais de l'opéra pour enfants du compositeur tchèque Hans Krása, Brundibar. Kushner écrit le texte pour le livre illustré de Sendak du même nom, publié en 2003. Le livre figure parmi les dix meilleurs livres illustrés de l'année dans le New York Times Book Review.
En 2003, l'Opéra théâtre de Chicago a présenté l'adaptation de Sendak et Kushner de Brundibar. En 2005, le Berkeley Repertory Theatre (en), en collaboration avec le Yale Repertory Theatre (en) et le New Victory Theater de Broadway, présente une version grandement remaniée de la même adaptation.
Il a illustré la série des Little Bear d'Else Holmelund Minarik, qui sont aussi devenus une série animée pour la télévision.
Le long-métrage Max et les maximonstres, d'après le livre éponyme est sorti en 2009, réalisé par Spike Jonze sur un scénario de Dave Eggers, Michael Goldenberg et Jonze.
En 2018, la traduction de La Fenêtre de Kenny par Françoise Morvan a reçu le prix Ibby International de la meilleure traduction française de livre pour enfants.

### Vie privée
En 2008, Maurice Sendak, alors âgé de 80 ans, a révélé au cours d'une interview avec la journaliste du New York Times Patricia Cohen qu'il était homosexuel et qu'il a partagé sa vie avec Eugene Glynn, un psychanalyste américain, pendant cinquante ans. Il a tenu cette information cachée aussi longtemps parce qu'il avait peur qu'elle porte préjudice à sa carrière.

## Œuvres

### Traductions françaises
- Une histoire de Paradis et autres contes, texte de Isaac Bashevis Singer, Stock, 1967
- Max et les Maximonstres, Robert Delpire, 1967 ; L'école des loisirs, 1973 (traduit de : Where the Wild Things Are, 1963)
- Petit-Ours, texte de Else Holmelund Minarik, L'école des loisirs, 1970 (traduit de : Little Bear’s, 1957, par Adophe Chagot) ; nouvelle édition sous le titre : Petit Ours, L'école des loisirs, 2016 (traduit par Agnès Desarthe)
- Petit-Ours en visite, texte de Else Holmelund Minarik, L'école des loisirs, 1970 (traduit de ; Little Bear’s  Visit, 1961, par Adophe Chagot) ; nouvelle édition sous le titre : Petit Ours par en visite, L'école des loisirs, 2016 (traduit par Agnès Desarthe)
- Monsieur le lièvre, voulez-vous m'aider ?, texte de Charlotte Zolotow, L'école des loisirs, 1970 (traduit de : Mr Rabbit and lovely present, 1962, par Adolphe Chagot)
- Deux aventures de Jérôme le conquérant, L'école des loisirs, 1971 (traduit de : Hector Proctector and As I went over the  Water, 1965)
- L'Amie de Petit Ours, texte de Else Holmelund Minarik, L'école des loisirs, 1971 (traduit de : Little Bear’s  friend, 1960, par Adophe Chagot); nouvelle édition sous le titre : Petit Ours a une amie, L'école des loisirs, 2016 (traduit par Agnès Desarthe)
- Un baiser pour Petit-Ours, texte de Elser Holmelund Minarik, L'école des loisirs, 1971 (traduit de : A Kiss for Little Bear, 1968, par Adophe Chagot)
- Papa-Ours revient, texte de Elsa Holmelund Minarik, L'école des loisirs, 1971(traduit de : Father Bear comes Homes par Adophe Chagot) ; nouvelle édition sous le titre : Papa Ours rentre à la maison, L'école des loisirs, 2016 (traduit par Agnès Desarthe)
- Cuisine de nuit, L'école des loisirs, 1972 (traduit de : In the NIght Kitchen, 1970, par Jean-Henri Potier) ; nouvelle édition en 2015
- Le Roi Barbe d'Ours, texte de Jacob et Wilhelm Grimm, L'école des loisirs, 1974 (traduit de : King Grisly-Beard: a Tale  from the Brother’s Grimm, 1973)
- Pierre et Paul, texte de Janice May Udry, L'école des loisirs, 1976 (traduit de : Let’s be Enemies, 1961, par Jean-Henry Potier)
- Un Si joli petit chien ou Êtes-vous certain d’en vouloir un ?, texte de Matthew Margolis, L'école des loisirs, 1977 (traduit et adapté de : One Swell Pup, 1976, par Jacqueline Cohen)
- L'Homme aux abeilles, texte de Frank R. Rockton, L'école des loisirs, 1978 (traduit de ; The Bee-Man of Orn, 1971, par Adophe Chagot) ; nouvelle édition sous le titre : L'Homme qui aimait les abeilles, Gründ, 2004 (traduit par Alain Gnaedig)
- La Chambre de Sarah, texte de Doris Orgel, L'école des loisirs, 1978 (traduit de : Sarah’s Room, 1971)
- Les Aventures de Trott-le-mulot, texte de Jan Wahl, L'école des loisirs, 1978 (traduit de : Pleasant  Fieldmouse, 1964)
- Zlateh la chèvre et autres contes, texte de Isaac Bashevis Singer, Stock, 1978 ; Hachette (coll. Le livre de poche jeunesse), 1979 (traduit de : Zlateh the Goat and other stories, 1966, par Gisèle Bernier)
- Mini-bibliothèque, L'école des loisirs, 1979. Réunit : La Poule au riz : ronde des mots ; Des alligators partout ; Mon premier s'appelle Jeannot : comptines (traduit de : The Nutshell Library, 1962, par Adolphe Chagot et Jean-Henri Potier)
- Pierre : un conte très moral en 5 chapitre et un prologue, L'école des loisirs, 1979 (traduit de : Pierre)
- Le Grand livre vert, texte de Robert Graves, Gallimard, 1979 (traduit de : The Big green Book 1968, par Marie-Raymond Farré)
- Hans, mon hérisson et 13 autres contes, texte de Jacob et Wilhelm Grimm, Gallimard, 1979 (traduit par Armel Guerne)
- Les trois plumes et 12 autres contes, texte de Jacob et Wilhelm Grimm, Gallimard, 1979 (traduit par Armel Guerne)
- Qu'est-ce qu'on fait ?, texte de Sesyle Joslin, Éditions MeMo, 2017 (traduit de : What do you do, dear?, 1961, par Françoise Morvan (précédemment traduit sous le titre Que faites-vous cher ami ?, par Catherine Chaine, L'école des loisirs, 1979)
- Turlututu, chapeau pointu ! ou La vie c'est sûrement autre chose, L'école des loisirs, 1980 (traduit de : Higglety Pigglety Pop! or There must be more to life, 1967, par Anna Solal)
- Le secret de Rosie, MeMo, 2018 (traduit de : The Sign on Rosie's Door, 1960, par Françoise Morvan)(précédemment traduit sous le titre de Rosie, L'école des loisirs, 1980, par Adolphe Chagot)
- Pas de disputes, pas de bagarres, texte de Elsa Holmelund Minarik, L'école des loisirs, 1980 (traduit de : No fighting, no bitting !, 1958, par Adolphe Chagot)
- La chauve-souris poète, texte de Randall Jarrell, L'école des loisirs, 1980 (traduit de : The Bat-poet, 1964, par Catherine Chaine et Bernard Noël)
- Le Griffon et le petit chanoine, texte de Franck Richard Stockton, L'école des loisirs, 1980 (traduit de :The Griffin and the minor canon, 1968, par Catherine Chaine)
- La clef d'or, texte de George MacDonald, Bordas (coll. Aux quatre coins du temps), 1981 (traduit de : Golden Key, 1967, par Pierre Leyris)
- La Princesse légère, texte de George MacDonald, Bordas (coll. Aux quatre coins du temps), 1981 (traduit de : Light Princess, 1969, par Pierre Leyris)
- Quand Papa était loin, L'école des loisirs, 1982 (traduit de Outside over there, 1981, par Bernard Noël)
- Nain Long-Nez, texte de Wilhelm Hauff, L'école des loisirs, 1982 (traduit de : Dwarf Long-Nose, 1960)
- Casse-Noisette, texte de Ernst Theodor Wilhelm Amadeus Hoffmann, Gallimard, 1985 (traduit de : The Nutcracker; 1984)
- Des animaux pour toute la famille, texte de Randall Jarrell, L'école des loisirs, 1987 (traduit de ; The Animal Family, 1965, par Isabelle Py Balibar)
- Chère Mili, texte de Jacob et Wilhelm Grimm, Gallimard, 1988 (traduit de : Dear Mili: An Old Tale, 1988, par Robert Davreu)
- On est tous dans la gadoue [suivi de] Jack et Guy : deux comptines illustrées, L'école des loisirs, 1996 (traduit de : We are all in the dumps: with Jack and  Guy, 1993, par Anne Trotereau)
- Qu'est-ce qu'on fait d'un soulier ?, texte de Beatrice Schenk de Regniers, Circonflexe, 1988 (traduit de : What can you do with a shoe?, 1955, par Mayah Morgenstern)
- Les Cavaliers de la lune, texte de Janice May Udry, Circonflexe, 1995 (traduit de : The Moon Jumpers, 1959, par Catherine Bonhomme)
- Pieds de cochons, texte de James Marshall, L'école des loisirs, 2001 (traduit de : Swine Lake, 1999, par Agnès Desarthe)
- L'Homme qui aimait les abeilles, texte de Frank R. Rockton, Gründ, 2004 (traduit de ; The Bee-Man of Orn, 1971, par Alain Gnaedig)
- Brundibar, texte de Tony Kushner, d'après l'opéra de Hans Krasa et Adolf Hoffmeister, L'école des loisirs, 2005 (traduit par Agnès Desarthe)
- Maman ?, scénario de Arthur Yorinks, L'école des loisirs, 2009
- Prosper-Bobik, L'école des loisirs, 2015 (traduit par Agnès Desarthe)
- La Fenêtre de Kenny, MeMo, 2016 (traduit de : Kenny’s  Windows, 1956, par Françoise Morvan) (prix Ibby International de la meilleure traduction française de livre pour enfants.
- Un trou, c'est pour creuser, texte de Ruth Krauss, MeMo, 2016 (septembre), (traduit de : A Hole is to dig : a first Book of  Definitions, 1952, par Françoise Morvan)
- Loin, très loin, MeMo, 2016 (septembre) (traduit de : Very Far away, 1957 par Françoise Morvan)
- Une maison très spéciale, texte de Ruth Krauss, MeMo, 2019 (traduction de Françoise Morvan de  A very special house, 1953)

## Prix et distinctions
- Finaliste Médaille Caldecott 1954 pour  A very special house (Une maison très spéciale)
- Finaliste Médaille Caldecott 1959 pour What Do You Say, Dear? (Qu'est-ce qu'on fait ?) (texte de Sesyle Joslin)
- Finaliste Médaille Caldecott 1960 pour The Moon Jumpers (Les Cavaliers de la lune)
- Finaliste Médaille Caldecott 1962 pour Little Bear's Visit (Petit-Ours en visite)
- Finaliste Médaille Caldecott 1963 pour Mr. Rabbit and the Lovely Present (Monsieur le lièvre, voulez-vous m'aider ?)
- Médaille Caldecott 1964 pour Where the Wild Things Are (Max et les Maximonstres)
- (international) « Honor List » 1966[5], de l' IBBY, pour  Max et les maximonstres
- Prix Hans Christian Andersen d'illustration 1970
- Finaliste Médaille Caldecott 1971 pour In the Night Kitchen (Cuisine de nuit)
- Boston Globe-Horn Book Award 1981, catégorie Picture Book, pour Outside Over There (Quand Papa était loin)
- Finaliste Médaille Caldecott 1982 pour Outside Over There (Quand Papa était loin)
- Children's Literature Legacy Award 1983
- Finaliste National Book Award, catégorie Children's Books, pour Higglety Pigglety Pop!: Or There Must Be More to Life (Turlututu, chapeau pointu ! ou La vie c'est sûrement autre chose)
- Royal Designers for Industry honoraire 1986
- National Medal of Arts 1996
- Légende vivante de la Bibliothèque du Congrès 2000
- Prix commémoratif Astrid-Lindgren 2003, partagé avec Christine Nöstlinger[6]

## Adaptations de son œuvre
- 2009 : Max et les maximonstres, d'après le livre éponyme, film américain réalisé par Spike Jonze sur un scénario de Dave Eggers, Michael Goldenberg et Jonze.
- 2010 : Higglety Pigglety Pop! or There Must Be More to Life, court métrage d'animation canadien, réalisé par Chris Lavis and Maciek Szczerbowski